# هیروشی فوکوتومی
هیروشی فوکوتومی (انگلیسی: Hiroshi Fukutomi; ۲۵ ژوئیهٔ ۱۹۵۰ – ) کارگردان پویانمایی اهل ژاپن بود.